# Pomerania Curling Cup
Pomerania Curling Cup – organizowany corocznie w latach 2014–2018 turniej towarzyski w curlingu (bonspiel), rozgrywany w Gdańsku w hali Olivia. Turniej korzystał z systemu szwajcarskiego, z dodatkową kolejką meczów dla najlepszych drużyn i finałem zamkniętym. Dopuszczone były składy mieszane oraz drużyny grające na wózkach. Równolegle z turniejem głównym rozgrywane były zawody dla juniorów pod nazwą Pomerania Juniors. 
Pierwsze turnieje curlingowe w Trójmieście zorganizowano w 2007 i 2009 roku na sopockim molo. W obu tych rozgrywkach triumfowali zawodnicy Sopot Curling Club Wa ku'ta. Pierwszy turniej pod dachem odbył się w dniach 27–29 kwietnia 2012 roku pod nazwą Turniej o Puchar Prezydenta Sopotu (Sopot Mayor's Cup). W stawce 24 drużyn triumfowali Szwajcarzy z Team Vögtli (Curling Club Biel), przed gospodarzami z drużyny Cantingas de Santa Wa ku'ta i duńskim zespołem medalistki mistrzostw świata Angeliny Jensen.
Z uwagi na problemy z dostępnością głównej tafli, w 2018 roku turniej ograniczony został do zaledwie sześciu drużyn. Od 2019 roku turnieju nie rozgrywa się.

## Edycje zawodów
| Edycja | Daty          | Liczba drużyn | 1. miejsce                | 2. miejsce                          | 3. miejsce                  |
| ------ | ------------- | ------------- | ------------------------- | ----------------------------------- | --------------------------- |
| I      | 2-4.05.2014   | 26            | Sopot Curling Team        | ŚKC Katowice                        | Team Łoruń                  |
| II     | 8-10.05.2015  | 24            | Sopot Curling Team        | ŚKC Katowice Kretes                 | CC Martin                   |
| III    | 6-8.05.2016   | 30            | Softclub                  | Granit Gävle                        | SCC Sopot Curling Team      |
| IV     | 5-7.05.2017   | 28            | AZS Gliwice Smok i JWK    | DeArch Vilnius                      | Sopot Wa ku'ta Curling Team |
| V      | 27-29.04.2018 | 6             | Sopot CC Wa ku'ta Tricity | Sopot CC Wa ku'ta Foczki z Zatoczki | Team Panda Gdańsk           |